# Lijst van voetbalinterlands Denemarken - Liechtenstein
Deze lijst van voetbalinterlands is een overzicht van alle officiële voetbalwedstrijden tussen de nationale teams van Denemarken en Liechtenstein. De landen speelden tot op heden drie keer tegen elkaar. De eerste ontmoeting, een kwalificatiewedstrijd voor het Europees kampioenschap voetbal 2008, werd gespeeld in Vaduz op 11 oktober 2006. Het laatste duel, een vriendschappelijke wedstrijd, vond plaats op 31 augustus 2016 in Horsens.

## Wedstrijden
| № | Plaats  | Datum             | Competitie           | Wedstrijd                  | Uitslag |
| - | ------- | ----------------- | -------------------- | -------------------------- | ------- |
| 1 | Vaduz   | 11 oktober 2006   | EK 2008 kwalificatie | Liechtenstein – Denemarken | 0 – 4   |
| 2 | Aarhus  | 12 september 2007 | EK 2008 kwalificatie | Denemarken – Liechtenstein | 4 – 0   |
| 3 | Horsens | 31 augustus 2016  | Vriendschappelijk    | Denemarken – Liechtenstein | 5 – 0   |

## Samenvatting
| Competitie        | Totaal gespeeld | Winst Denemarken | Gelijk | Winst Liechtenstein | Doelsaldo Denemarken – Liechtenstein |
| ----------------- | --------------- | ---------------- | ------ | ------------------- | ------------------------------------ |
| EK-kwalificatie   | 2               | 2                | 0      | 0                   | 8 − 0                                |
| Vriendschappelijk | 1               | 1                | 0      | 0                   | 5 − 0                                |
| Totaal            | 3               | 3                | 0      | 0                   | 13 − 0                               |

Wedstrijden bepaald door strafschoppen worden, in lijn met de FIFA, als een gelijkspel gerekend.

## Details

### Eerste ontmoeting
| EK 2008 kwalificatie (Vaduz, Liechtenstein, 11 oktober 2006): |              | |
| Liechtenstein | 0 – 4        | Denemarken |
| | goals        | 29' Daniel Jensen 32' Michael Gravgaard 51' Jon Dahl Tomasson 64' Jon Dahl Tomasson |
| Martin Andermatt | bondscoach   | Morten Olsen |
| Peter Jehle Martin Telser Daniel Hasler Christof Ritter Yves Oehri Thomas Beck 63' Martin Büchel Martin Stocklasa Franz Burgmeier Daniel Frick 62' Benjamin Fischer 80' | opstellingen | Jesper Christiansen Lars Jacobsen Michael Gravgaard Daniel Agger Niclas Jensen Christian Poulsen 46' Daniel Jensen 64' Thomas Kahlenberg Jon Dahl Tomasson Martin Jørgensen 78' Dennis Rommedahl |
| Mario Frick 62' Marco Ritzberger 63' Fabio D'Elia 80' | wissels      | 46' Dennis Sørensen 64' Claus Jensen 78' Michael Krohn-Dehli |
| - Debuut van Michael Krohn-Dehli en Dennis Sørensen voor Denemarken. |              | |

### Tweede ontmoeting
| EK 2008 kwalificatie (Aarhus, Denemarken, 12 september 2007): |              | |
| Denemarken | 4 – 0        | Liechtenstein |
| Morten Nordstrand 3' Martin Laursen 12' Jon Dahl Tomasson 18' Morten Nordstrand 36'                                                                                                  | goals        | |
| Morten Olsen | bondscoach   | Hans-Peter Zaugg |
| Thomas Sørensen Thomas Helveg Martin Laursen Daniel Agger 29' Niclas Jensen Leon Andreasen Esben Hansen Jon Dahl Tomasson 68' Dennis Rommedahl Morten Nordstrand Jesper Grønkjær 46' | opstellingen | Peter Jehle 46' Marco Ritzberger Martin Stocklasa Fabio D'Elia 46' Yves Oehri Ronny Büchel Martin Telser Raphael Rohrer Michele Polverino Franz Burgmeier 84' Mario Frick |
| Michael Gravgaard 29' Thomas Kahlenberg 46' Peter Løvenkrands 68' | wissels      | 46' Thomas Beck 46' Daniel Frick 84' Roger Beck |
| | gele kaarten | 47' Thomas Beck 62' Fabio D'Elia 87' Martin Stocklasa |
| - Debuut van Esben Hansen (FC Kaiserslautern) voor Denemarken. |              | |

### Derde ontmoeting
| Vriendschappelijk (Horsens, Denemarken, 31 augustus 2016):                                                                           |       |               |
| Denemarken | 5 – 0 | Liechtenstein |
| Martin Jørgensen 30' Martin Jørgensen 33' Andreas Cornelius 49' Viktor Fischer 61' Jens Larsen 84'                                   | goals |               |
| - Debuut van Frederik Rønnow (Brøndby IF) voor Denemarken. - Honderdste interland van Franz Burgmeier (FC Vaduz) voor Liechtenstein. |       |               |

DBU · A-internationals · Selecties · Bondscoaches · Deens vrouwenelftal · Olympisch elftal · Denemarken U21 · Denemarken U20 · Denemarken U19 · Denemarken U18 · Denemarken U17 · Denemarken U16 · Vrouwen U17
1908 – 1919 ·
1920 – 1929 ·
1930 – 1939 ·
1940 – 1949 ·
1950 – 1959 ·
1960 – 1969 ·
1970 – 1979 ·
1980 – 1989 ·
1990 – 1999 ·
2000 – 2009 ·
2010 – 2019 ·
2020 − 2029
EK's: 1964 · 
1984 · 
1988 · 
1992 · 
1996 · 
2000 · 
2004 · 
2012 · 
2020 · 
2024
WK's: 1986 · 
1998 · 
2002 · 
2010 · 
2018 · 
2022
OS: 1908 · 
1912 · 
1920 · 
1948 · 
1952 · 
1960 · 
1972 · 
1992 · 
2016
1908 · 
1909 · 
1910 · 
1911 · 
1912 · 
1913 · 
1914 · 
1915 · 
1916 · 
1917 · 
1918 · 
1919 · 
1920 · 
1921 · 
1922 · 
1923 · 
1924 · 
1925 · 
1926 · 
1927 · 
1928 · 
1929 · 
1930 · 
1931 · 
1932 · 
1933 · 
1934 · 
1935 · 
1936 · 
1937 · 
1938 · 
1939 · 
1940 · 
1941 · 
1942 · 
1943 · 
1944 · 
1946 · 
1947 · 
1948 · 
1949 · 
1950 · 
1952 · 
1952 · 
1953 · 
1954 · 
1955 · 
1956 · 
1957 · 
1958 · 
1959 · 
1960 · 
1961 · 
1962 · 
1963 · 
1964 · 
1965 · 
1966 · 
1967 · 
1968 · 
1969 · 
1970 · 
1971 · 
1972 · 
1973 · 
1974 · 
1975 · 
1976 · 
1977 · 
1978 · 
1979 · 
1980 · 
1981 · 
1982 · 
1983 · 
1984 · 
1985 · 
1986 · 
1987 · 
1988 · 
1989 · 
1990 ·
1991 · 
1992 · 
1993 · 
1994 · 
1995 · 
1996 · 
1997 · 
1998 · 
1999 · 
2000 · 
2001 · 
2002 · 
2003 · 
2004 · 
2005 · 
2006 · 
2007 · 
2008 · 
2009 · 
2010 · 
2011 · 
2012 · 
2013 · 
2014 · 
2015 · 
2016 · 
2017 · 
2018 ·
2019 ·
2020 ·
2021 ·
2022 ·
2023
Albanië ·
Algerije ·
Argentinië ·
Armenië ·
Australië ·
België ·
Bermuda ·
Bosnië en Herzegovina · 
Brazilië ·
Bulgarije ·
Canada ·
Chili ·
Cyprus ·
DDR ·
Duitsland ·
Ecuador ·
Egypte ·
Engeland ·
Estland ·
Faeröer · 
Finland · 
Frankrijk ·
Gambia ·
Georgië ·
Ghana ·
Gibraltar ·
GOS ·
Griekenland ·
Honduras ·
Hongarije ·
Hongkong ·
Ierland ·
IJsland ·
Indonesië ·
Iran ·
Israël ·
Italië ·
Japan ·
Joegoslavië ·
Kameroen ·
Kazachstan ·
Kosovo · 
Kroatië · 
Letland ·
Liechtenstein ·
Litouwen ·
Luxemburg ·
Malta ·
Marokko ·
Mexico ·
Moldavië · 
Montenegro · 
Nederland ·
Nederlandse Antillen ·
Nigeria ·
Noord-Ierland ·
Noord-Macedonië ·
Noorwegen ·
Oekraïne ·
Oostenrijk ·
Panama ·
Paraguay ·
Peru ·
Polen ·
Portugal ·
Roemenië ·
Rusland ·
San Marino ·
Saoedi-Arabië ·
Schotland ·
Senegal ·
Servië ·
Singapore ·
Slovenië ·
Slowakije ·
Sovjet-Unie ·
Spanje ·
Suriname ·
Thailand ·
Togo · 
Tsjechië ·
Tsjecho-Slowakije ·
Tunesië · 
Turkije · 
Uruguay ·
Verenigde Arabische Emiraten ·
Verenigde Staten ·
Wales ·
Wit-Rusland ·
Zuid-Afrika ·
Zuid-Korea ·
Zweden ·
Zwitserland
Argentinië (1995) · 
Australië (2018) ·
Australië (2022) · 
België (2021) · 
Duitsland (1992) · 
Duitsland (2012) · 
Engeland (2021) · 
Finland (2021) · 
Frankrijk (2002) · 
Frankrijk (2018) · 
Japan (2010) · 
Kameroen (2010) · 
Kroatië (2018) · 
Nederland (2010) · 
Nederland (2012) · 
Peru (2018) · 
Portugal (2012) · 
Rusland (2021) · 
Senegal (2002) · 
Tsjechië (2021) · 
Uruguay (2002) · 
Wales (2021)
LFV · A-internationals · Bondscoaches · Statistieken · Liechtensteins vrouwenelftal · Liechtenstein U21 · Liechtenstein U19 · Liechtenstein U18 · Liechtenstein U17 · Liechtenstein U16
1980 – 1989 ·
1990 – 1999 ·
2000 – 2009 ·
2010 – 2019 ·
2020 − 2029
1981 · 
1982 · 
1983 · 
1984 · 
1985 · 
1986 · 
1987 · 
1988 · 
1989 · 
1990 · 
1991 · 
1992 · 
1993 · 
1994 · 
1995 · 
1996 · 
1997 · 
1998 · 
1999 · 
2000 · 
2001 · 
2002 · 
2003 · 
2004 · 
2005 · 
2006 · 
2007 · 
2008 · 
2009 · 
2010 · 
2011 · 
2012 ·
2013 ·
2014 ·
2015 ·
2016 ·
2017 ·
2018 ·
2019 ·
2020 ·
2021 ·
2022 ·
2023 ·
2024
Albanië ·
Andorra ·
Armenië ·
Australië ·
Azerbeidzjan ·
België ·
Bosnië en Herzegovina ·
China ·
Denemarken ·
Duitsland ·
Engeland ·
Estland ·
Faeröer ·
Finland ·
Georgië ·
Gibraltar ·
Griekenland ·
Hongarije ·
Hongkong ·
Ierland ·
IJsland ·
Indonesië ·
Israël ·
Italië · 
Kaapverdië ·
Kroatië ·
Letland ·
Litouwen ·
Luxemburg ·
Malta ·
Moldavië ·
Montenegro ·
Nederland ·
Noord-Ierland ·
Noord-Macedonië ·
Oostenrijk ·
Polen ·
Portugal ·
Qatar ·
Roemenië ·
Rusland ·
San Marino ·
Saoedi-Arabië ·
Schotland ·
Slowakije ·
Spanje ·
Thailand ·
Togo ·
Tsjechië ·
Turkije ·
Verenigde Staten ·
Wales ·
Wit-Rusland ·
Zweden ·
Zwitserland